# William W. Ellsworth
William Wolcott Ellsworth, né le 10 novembre 1791 et mort le 15 janvier 1868, est un homme politique américain. Il est  membre du Congrès des États-Unis de 1829 à 1834, gouverneur du Connecticut de 1838 à 1842 et juge de la Cour suprême du Connecticut de 1847 à 1861.